# 폴린 마이어스

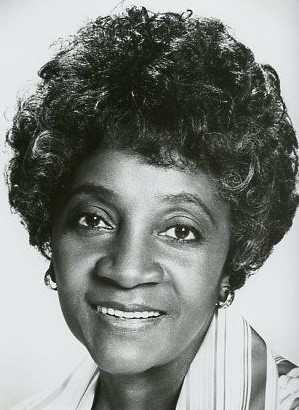

폴린 마이어스(Paulene Myers, 1913년 11월 9일 ~ 1996년 12월 8일)는 미국의 배우이다.
체스터에서 사망하였다.

## 출연 작품
- 나의 사촌 비니 (1992년)
- 좋은 형제들 (1978년)
- 로스트 인 더 스타스 (1974년)
- 모리 (1973년)
- 스팅 (1973년)
- 레이디 싱스 더 블루스 (1972년)
- 닥터 웰비 (1969년)
- 웃음파는 남자 (1969년)
- 디어 하트 (1964년)
- 알라바마 이야기 (1962년)
- 몬스터 만드는 법 (1958년)

### 텔레비전
- 아이언사이드 (1974)